# George Forgie
George Thomas „Baby Bull” Forgie (Kanada, Manitoba, Winnipeg, 1948. február 24. –) kanadai profi jégkorongozó.

## Karrier
Komolysbb junior karrierjét a SJHL-es Flin Flon Bombersben kezdte 1964-ben. A következő évben is ebben a csapatban játszott. Az 1965-ös NHL-amatőr drafton a Detroit Red Wings választotta ki az 1. kör 3. helyén. Az NHL-ben sosem kapott játék lehetőséget. A draft után winnipegi junior csapatban játszott, majd a felnőtt pályafutását az EHL-ben kezdte meg 1968-ba. Ebben a bajnoki évben kétszer is csapatot váltott. Végül 1970-ben elhagyta az EHL-t és senior csapatokba ment játszani, ahonnan 1978-ban vonult vissza teljesen a jégkorongtól.